# Вбивство Ебоні Сімпсон
Вбивство Ебоні Джейн Сімпсон було вчинене 19 серпня 1992 року у місті Барго, Новий Південний Уельс, Австралія. Дев’ятирічну Сімпсон викрав, зґвалтував та вбив шляхом удушення Ендрю Пітер Гарфорт (нар. 5 серпня 1963), втопивши її. Гарфорт визнав себе винним у злочинах і був засуджений до довічного ув'язнення без права умовно-дострокового звільнення.

## Викрадення та вбивство
19 серпня 1992 року Ебоні Сімпсон вийшла зі свого шкільного автобуса. Її мати, яка зазвичай зустрічала її на зупинці, була зайнята того дня і домовилася, щоб старший брат зустрів її та привів додому після того, як його автобус доїде до зупинки. На жаль, його автобус затримався, і тому він не встигав зустріти її. Вона, прибувши раніше і не побачивши свого брата на зупинці, вирішила піти додому сама, оскільки це було зовсім недалеко. Ебоні думала, що зустріне брата вдома.
Поліція одразу запідозрила, що Сімпсон не втекла, а була викрадена. Підозра впала на чоловіка, якого бачили працюючим над своїм автомобілем поблизу того місця, де Сімпсон вийшла з автобуса. У цьому районі її почали шукати понад сто осіб, у тому числі поліція, пожежники, співробітники ДСНС і волонтери.
Через два дні, 21 серпня, поліція знайшла тіло Ебоні у дамбі заповідника поблизу її будинку. Її руки й ноги все ще були зв’язані. Пізніше того ж дня 29-річний Ендрю Пітер Гарфорт був заарештований і зізнався у вбивстві. Поблизу її будинку, Гарфорт схопив дівчинку, кинув у багажник свого автомобіля й поїхав до віддаленої греблі. Опинившись там, він зв’язав її дротом, зґвалтував, накидав у шкільний портфель каміння і кинув її у водосховище дамби, де вона потонула. За словами поліції, Гарфорт брав участь у пошуках зниклої у день, коли було знайдено тіло.

## Арешт
Гарфорт зізнався у злочині після того, як його затримала поліція. Під час зізнань і судових засідань він не виявляв жодного каяття у своїх діях. Він визнав себе винним у вбивстві Ебоні і 1993 року був засуджений до довічного ув'язнення. Суддя Пітер Ньюман відмовився встановити термін умовно-дострокового звільнення та наказав зробити на документах Гарфорта позначку «ніколи не випускати».
Гарфорт подав апеляцію до Високого суду Австралії, але йому було відмовлено у спеціальній відпустці. Це один із двох подібних випадків такої відмови. Під час обговорення цього «довічного ув’язнення», коли Гарфорт спробував оскаржити свій вирок, судді сказали, що «інтерес суспільства у помсті, стримуванні, захисті дітей і суспільства в таких ситуаціях може настільки сильно переважити будь-яку реабілітацію злочинця, що довічне ув’язнення стає єдиним варіантом».
У 1995 році Гарфорт, через своїх адвокатів, подав кілька заяв на "компенсації жертвам" пов'язаних із нападами, які сталися з ним у в'язниці. Пізніше претензії були відкликані після обурення суспільства. У 2015 році його статус ув'язненного було знижено за рекомендацією Ради з розгляду серйозних правопорушень, що дало йому доступ до роботи у в'язниці та до курсів реабілітації. Рішення ради було негайно скасовано міністром з питань виконання покарань Девідом Елліоттом.

## Наслідки
Батьки Ебоні, Крістін і Пітер Сімпсони, разом із Грейс і Гаррі Лінчами, батьками Аніти Коббі, жертви вбивства 1986 року, створили групу підтримки з подібних ситуацій. Група надає підтримку родинам жертв вбивств і лобіює їхні права.
Після виборів у штаті 1988 року уряд Нового Південного Уельсу запровадив законодавство, спрямоване на дотримання правди при винесенні вироків. Справу Гарфорта часто цитували як перевірку застосування принципу довічного вироку.

## Читати далі
- Reade, Helen (2003). Little Girls Lost: The Stories of Four of Australia's Most Horrific Child Murders, and Their Families' Fight for Justice. Rowville, Victoria: Five Mile Press. ISBN 1-86503-937-3.